# Katrine Madsen

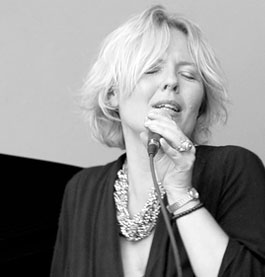
Katrine Madsen

Katrine Madsen (* 7. März 1972 in Aarhus) ist eine dänische Jazzsängerin und  Komponistin.

## Leben und Karriere
Madsen studierte zunächst an Det Jyske Musikkonservatorium der Königlichen Musikakademie. Mit ihrem eigenen Swing Quintet legte sie 1996 ihr Debütalbum vor. Dann arbeitete sie in Kopenhagen mit Musikern wie Ed Thigpen und Richard Boone (A Tribute of Love). 2002 gründete sie das Katrine Madsen Sextet. Für das Album Box of Pearls, das bekannte Standards des Great American Songbook vorstellt, sang sie im Team mit ihrem schwedischen Kollegen Svante Thuresson. Weiterhin arbeitete sie mit den Baker Boys (Gershwin & More 2002) und mit Povo.

## Preise und Auszeichnungen
Madsen erhielt ein zweijähriges Kompositionsstipendium vom Dänischen Kunstfonds. Weiterhin ist sie Ehrenmitglied der Philippinischen Musikergewerkschaft. Die Alben Close to You und Box of Pearls wurden 2005 und 2006 für den Dänischen Musikpreis nominiert.

## Diskographische Hinweise
- I’m Old Fashioned – Mecca Records, 1996
- Dream Dancing – Mecca Records, 1997
- You Are So Beautiful – Mecca Records, 1999 (mit Ed Thigpen, Carsten Dahl, Jesper Bodilsen)
- My Secret – Mecca Records, 2000 (mit Lars Møller, Jan Lundgren, Bjarne Hansen, Jesper Bodilsen, Morten Lund)
- Magic Night – Mecca Records, 2002 (mit der Bohuslän Bigband)
- Svante Thuresson / Katrine Madsen: Box of Pearls, 2003
- Close to You (Stunt Records, mit Stefano Bollani, Jesper Bodilsen und Morten Lund), 2004
- Supernatural Love (Stunt Records, mit Ulf Wakenius, Henrik Gunde Pedersen, Peter Asplund, Jonas Johansen), 2006[3]
- Simple Life (Stunt Records, mit Joakim Milder, Henrik Gunde Pedersen, Jesper Bodilsen, Jonas Johansen, Morten Lund und Ole Kibsgaard), 2009